# Ricardo Risatti
Ricardo Risatti est un pilote automobile argentin né le 27 septembre 1986.

## Carrière
- 2001 : Formule 3 sudaméricaine
- 2002 : Formule 3 sudaméricaine
- 2003 : Championnat d'Espagne de Formule 3
- 2004 : Championnat d'Espagne de Formule 3
- 2005 : Championnat d'Espagne de Formule 3
- 2006 : Championnat d'Espagne de Formule 3
- 2007 : GP2 Series

## Palmarès
- 2006 : Champion de Formule 3 Espagnole